# Глушци (Метковић)
Глушци су насељено место у саставу града Метковића, Дубровачко-неретванска жупанија, Република Хрватска.

## Географски положај
Налазе се 5 км југоисточно од Метковића, уз босанскохерцеговачку границу.

## Историја
До територијалне реорганизације у Хрватској налазили су се у саставу старе општине Метковић.
Глушци су једино етнички чисто српско село на великом простору између Дубровника и Шибеника. Усташе су у јесен 1944. године су заробиле и одвеле у логор Јасеновац 90 мештана углавном жена и деце који су тамо убијени и никада се из њега нису вратили кућама. Најмлађа жртва имала је једну а најстарија 90 година. Бегом из колоне једини су се успели спасити тада трогодишњи дечак Неђо Бојбаша и његова мајка.
У последњем рату село је претрпело велико страдање, а више од 20 мушкараце је одведено у логор "Лора" код Сплита.

## Становништво
На попису становништва 2011. године, Глушци су имали 76 становника.
| Број становника по пописима | Број становника по пописима | Број становника по пописима | Број становника по пописима | Број становника по пописима | Број становника по пописима | Број становника по пописима | Број становника по пописима | Број становника по пописима | Број становника по пописима | Број становника по пописима | Број становника по пописима | Број становника по пописима | Број становника по пописима | Број становника по пописима | Број становника по пописима |
| --------------------------- | --------------------------- | --------------------------- | --------------------------- | --------------------------- | --------------------------- | --------------------------- | --------------------------- | --------------------------- | --------------------------- | --------------------------- | --------------------------- | --------------------------- | --------------------------- | --------------------------- | --------------------------- |
| 1857                        | 1869                        | 1880                        | 1890                        | 1900                        | 1910                        | 1921                        | 1931                        | 1948                        | 1953                        | 1961                        | 1971                        | 1981                        | 1991                        | 2001                        | 2011                        |
| 0                           | 0                           | 93                          | 89                          | 99                          | 126                         | 0                           | 0                           | 138                         | 146                         | 153                         | 130                         | 106                         | 97                          | 65                          | 76                          |

Напомена: У 1857, 1869, 1921. и 1931. подаци су садржани у насељу Метковић. У 1880. и 1890. исказано као део насеља.

### Попис 1991.
На попису становништва 1991. године, насељено место Глушци је имало 97 становника, следећег националног састава:
| Попис 1991.‍ | Попис 1991.‍ | Попис 1991.‍ | Попис 1991.‍ | Попис 1991.‍ |
| ----------- | ----------- | ----------- | ----------- | ----------- |
|             |             |             |             |             |
| Срби        | Срби        |             | 94          | 96,90%      |
| Хрвати      | Хрвати      |             | 3           | 3,09%       |
| укупно: 97  |             |             |             |             |